# دوبنيوم
الدبنيوم (سابقا "تحت-تنتالوم"، "هانيوم"، "أنيل بينتيوم") هو عنصر كيميائي في الجدول الدوري وله الرمز Db، وعدد ذري 105.
الدبنيوم عنصر اصطناعي نشيط إشعاعيا وأكثر نظائره ثباتا له عمر نصف 16 ساعة (دبنيوم-268). وهذا يعدّ ثبات جيد بالمقارنة بالعناصر المحيطة به في الجدول الدوري، وهذا دليل على أنه بالتحكم الجيد في عدد النيوترونات في النواة، يمكن الحصول على ثبات جيد للنواة.

## تاريخ الدبنيوم
الدبنيوم (تم تسميته على اسم بلدة دبنا في روسيا) تم إعلان اكتشافه في عام 1967 في معهد جوينت للأبحاث النووية في دبنا بروسيا. (تم إعلان اكتشاف كل من دبنيوم-260, ودبنيوم-261 بقذف الأمريكيوم-243 بالنيون-22) وفي أواخر إبريل عام 1970 أثبتت الأبحاث التي تمت في جامعة كاليفورنيا، بيكيلي رئاسة ألبرت غيورسو وجود العنصر.
وقم الفريق الأمريكي بتصنيع العنصر بقذف كاليفورنيوم-248 بشعاع بنواة نيتروجين 84 MeV في معجل الأيونات الثقيلة الخطي (معجل جسيمات)، مما أنتج العنصر دبنيوم-260 وله عمر نصف يبلغ 1.6 ثانية. وتم اكتشاف ذرات للعنصر 105 في مارس عام 1970 ولكن لوحظ أن هذا العنصر تم اكتشافه قبل ذلك بعام في يركيلي باستخدام نفس الطريقة.
وقد حاول علماء بيركيلي بعد ذلك تأكيد الاكتشافات السوفيتية باستخدام وسائل أكثر تعقيدا ولكن لم تنجح هذه المحاولات. وقد افترضوا أن العنصر الجديد يجب أن يسمى هانيون بالرمز Ha على شرف العالم الألماني أوتو هان. وقد استخدم معظم العلماء الأمريكان وعلماء أوروبا الغربية هذا الاسم.
وقد كان هناك جدل حول اسم العنصر الذي اكتشفه الفريق الروسي. وقد اقترح الاتحاد الدولي للكيمياء البحتة والتطبيقية الاسم أنيل بينتيوم (بالرمز Unp) كاسم مؤقت للعنصر.
وفي عام 1997 تم حل هذه المشكلة بإطلاق الاسم دبنيوم على العنصر على اسم مدينة دبنا بروسيا والتي يقع بها معهد جوينت للأبحاث النووية.

## وصلات خارجية
- العناصر على شبكة المعلومات - دبنيوم
- معهد لوس ألاموس القومي - دبنيوم